# Supercoppa argentina 2019 (pallavolo)
La Supercoppa argentina 2019 si è svolta il 24 ottobre 2019: al torneo hanno partecipato due squadre di club argentine e la vittoria finale è andata per la prima volta al Bolívar.

## Regolamento
Le squadre hanno disputato una gara unica.

## Squadre partecipanti
| Squadra          | Qualificazione                                | Ultima partecipazione |
| ---------------- | --------------------------------------------- | --------------------- |
| Bolívar          | Vincitrice Liga Argentina de Voleibol 2018-19 | Debutto               |
| Obras Sanitarias | Vincitrice Coppa ACLAV 2018                   | Debutto               |

## Torneo
| 24 ottobre 2019 Estadio Federación de Basquet, San Salvador de Jujuy Durata: 1h:54 - Spettatori: 2 000 | Bolívar | 3 - 2 | Obras Sanitarias | 25-23, 19-25, 25-20, 21-25, 15-13 |